# Rubielos Altos
Rubielos Altos es una localidad española del municipio de Pozorrubielos de la Mancha, en la comunidad autónoma de Castilla-La Mancha. Tiene una población de unos 25 habitantes.[¿cuándo?]

## Geografía
La localidad está ubicada a unos 799 m sobre el nivel del mar. Conforma junto a Pozoseco y Rubielos Bajos el municipio de Pozorrubielos de la Mancha.

## Historia
A mediados del siglo XIX, la villa, por entonces con ayuntamiento propio, tenía contabilizada una población de 251 habitantes. Aparece descrita en el decimotercer volumen del Diccionario geográfico-estadístico-histórico de España y sus posesiones de Ultramar de Pascual Madoz de la siguiente manera:

RUBIELOS ALTOS: v. con ayunt. en la prov. y dióc. de Cuenca (11 leg.), part. jud. de Motilla del Palancar (2), aud. terr. de Albacete (13), y c. g. de Castilla la Nueva (Madrid 30). sit. hacia la parte S. de la prov., ocupando el casco de la pobl. un llano, y todo el rededor de esta algunos montecitos de corta elevacion poblados de pinos; el clima es algo frio, combatido por los vientos de N. y E., y propenso á dolores de costado. Consta de 70 casas; igl. parr. Ntra. Sra. de Copacavana) aneja de la de Villanueva de la Jara; fuera del pueblo estuvo la ermita de San Pedro en un cerrito, la que se halla arruinada. El térm. confina por N. con el de Alarcon; E. Villanueva de la Jara; S. Rubielos Bajos, y O. El Picazo. El terreno disfruta de monte y llano, y es mas á propósito para plantio de viñas y olivos que no para cereales: tambien hay algunos pedazos de pinar puestos á mano y de propiedad particular. Los caminos son locales y en mal estado: la correspondencia se recibe de la cab. depart. prod.: trigo, cebada, centeno, legumbres y mucho vino y aceite: se cria ganado lanar, y caza de liebres, perdices y algunos conejos. ind.: la agrícola y algunos molinos de aceite. pobl.: 63 vec., 251 alm cap. prod.: 598,700 rs. imp.: 29,935.
(Madoz, 1849, p. 586)

El municipio de Rubielos Altos desapareció en 1976, al fusionarse con los de Pozoseco y Rubielos Bajos para formar el nuevo término municipal de Pozorrubielos de la Mancha.

## Demografía
| Gráfica de evolución demográfica de Rubielos Altos entre 1842 y 1970 |
| |
| Población de derecho según los censos de población del INE Población de hecho según los censos de población del INEEntre el censo de 1981 y el anterior, este municipio desaparece porque se integra en el municipio Pozorrubielos de la Mancha |

## Patrimonio

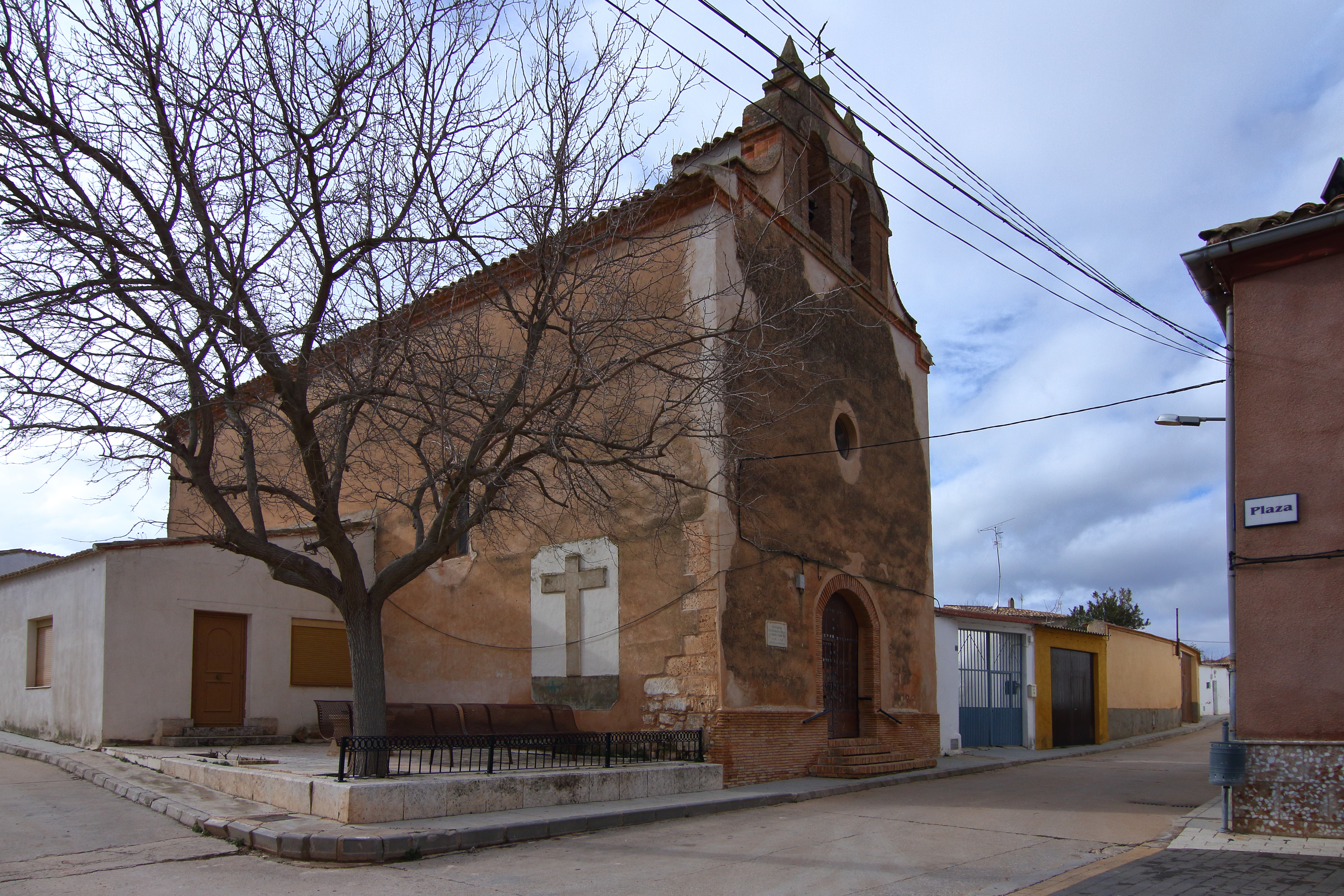
Iglesia de San Ildefonso

Sus edificios más importantes son la iglesia de San Ildefonso y la ermita de San Pedro.

## Fiestas
Sus fiestas patronales son el 15 de agosto en honor a la Virgen de Copacabana y el 14 de agosto y 14 de septiembre en honor al Santísimo Cristo de la Antigüedad.